# Sân bay Münster/Osnabrück
Sân bay Münster/Osnabrück (Flughafen Münster/Osnabrück) (IATA: FMO, ICAO: EDDG), là sân bay quốc tế lớn thứ tư ở North Rhine-Westphalia. Sân bay này tọa lạc 25 km so với Münster (Westfalen), và 35 km so với Osnabrück ở làng Greven. 
Hiện sân bay này đang được nâng cấp với việc kéo dài đường băng lên 3600 mét. Sân bay này đã từng là tâm điểm của các cuộc phản đối của các nhà hoạt động môi trường do việc mở rộng sân bay gây hại đến khu thiên nhiên Eltingmühlenbach. Tuy nhiên, kế hoạch nâng cấp đã được phê duyệt năm 2004. Giai đoạn 1, đường băng sẽ được kéo dài lên 3000 mét với chi phí 60 triệu €. Các thành phố Münster, Greven và huyện Steinfurt cung cấp 2 km2 đất cho sân bay.
San bay có 7500 chỗ đỗ xe.
Ngày 21 tháng 12 năm 1966, các thành phố Münster, Osnabrück, và Greven cũng như các huyện của Münster và Tecklenburg đã thành lập công ty sân bay Münster/Osnabrück GmbH.
Giữa năm 1967, chính quyền Đức đã làm việc với quân đội Anh để đề nghị trợ giúp xây một sân bay ở khu vực Münster-Osnabrück. Tháng 3 năm 1968, chính quyền và quân đội Anh đã thỏa thuận sẽ dọn quang và san phẳng 2120 dài với chiều rộng từ 400-500 mét. Công việc bắt đầu từ tháng 4 năm 1968 và đã hoàn thành ngày 30 tháng 6 năm 1969.
Sân bay Münster/Osnabrück đã chính thức khai trương ngày 27 tháng 3 năm 1972.
1973 - chuyến bay thuê bao đầu tiên từ Münster/Osnabrück đến Palma de Mallorca
1986 – sân bay chính thức thành sân bay quốc tế
1995 – khai trương nhà ga mới phục vụ số lượng khách đông hơn
2002 – khai trương nhà ga 2

## Tỷ lệ sở hữu
- Kamer van Koophandel Veluwe Twente 0.0340%
- HWK Osnabrück-Emsland 0.0340%
- HWK Münster 0.0340%
- IHK Osnabrück-Emsland 0.0340%
- IHK Nord Westfalen 0.0680%
- Landkreis Grafschaft Bentheim 0.4533%
- Kreis Coesfeld 0.4533%
- Kreis Borken 0.4533%
- Kreis Warendorf 2.4501
- BEVOS mbH, Landkreis Osnabrück 7.1569%
- Beteiligungsgesellschaft des Kreises Steinfurt mbH 30.4172%
- Grevener Verkehrs GmbH 5.9164%
- Stadtwerke Osnabrück AG 17.2761%
- Stadtwerke Münster GmbH 35.2195%

## Các hãng hàng không và tuyến bay
| Hãng hàng không                                    | Các điểm đến |
| -------------------------------------------------- | --- |
| Air France cung ứng bởi HOP!                       | Paris-Charles de Gaulle |
| Air Via                                            | Bourgas, Varna [all seasonal] |
| Blue Wings                                         | Moscow-Sheremetyevo [bắt đầu từ ngày 15/6] |
| Bulgarian Air Charter                              | Bourgas, Varna [all seasonal] |
| Cirrus Airlines                                    | Stuttgart |
| InterSky                                           | Friedrichshafen |
| Lufthansa Regional cung ứng bởi Cirrus Airlines    | Frankfurt |
| Lufthansa Regional cung ứng bởi Lufthansa CityLine | Munich |
| SunExpress                                         | Antalya |
| TUIfly                                             | Fuerteventura, Heraklion [bắt đầu từ ngày 24 tháng 4], Kos [bắt đầu từ ngày 6 tháng 5], Lanzarote, Las Palmas, Palma de Mallorca, Tenerife-South |

## Hình ảnh

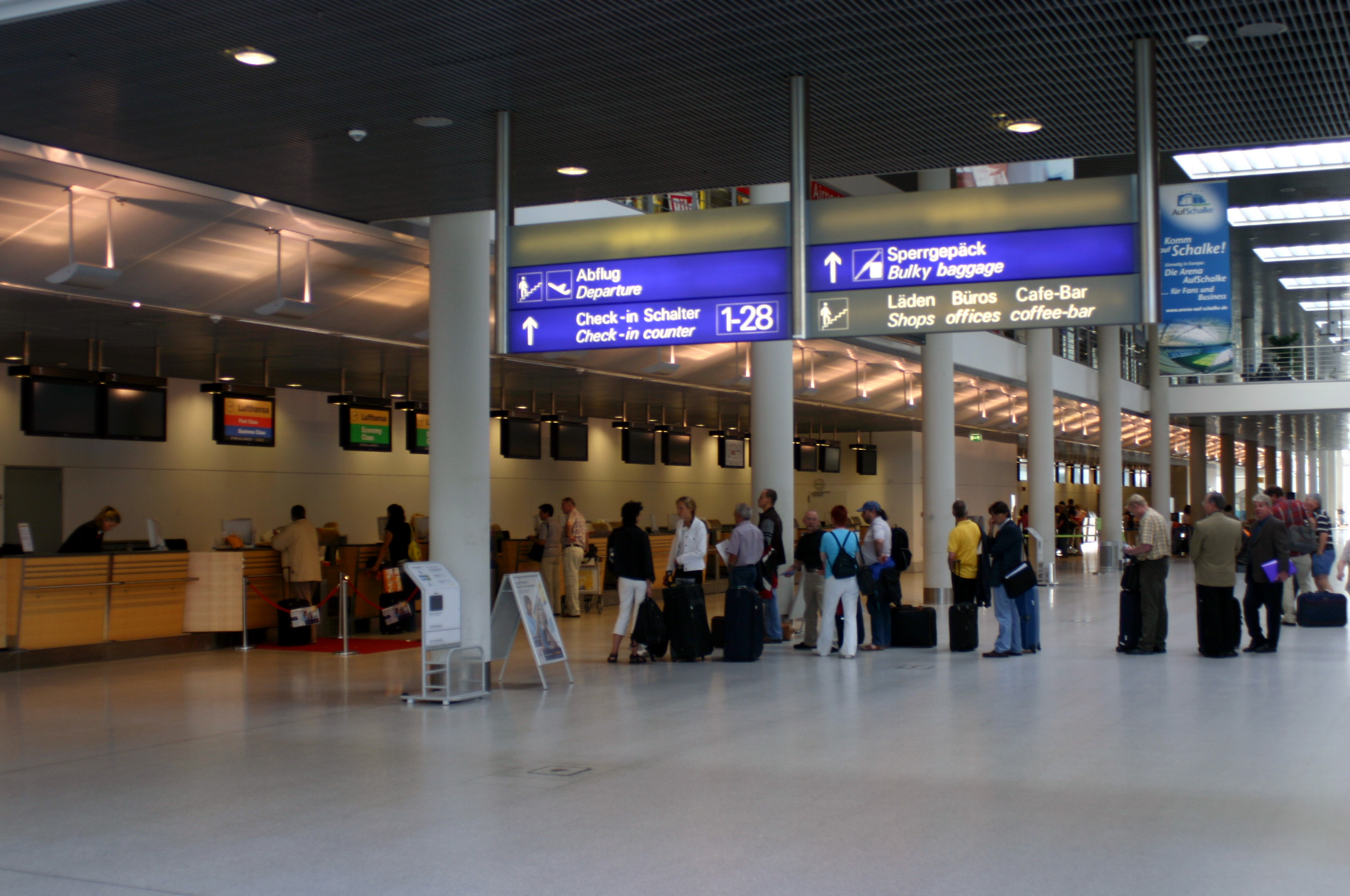
Check-In
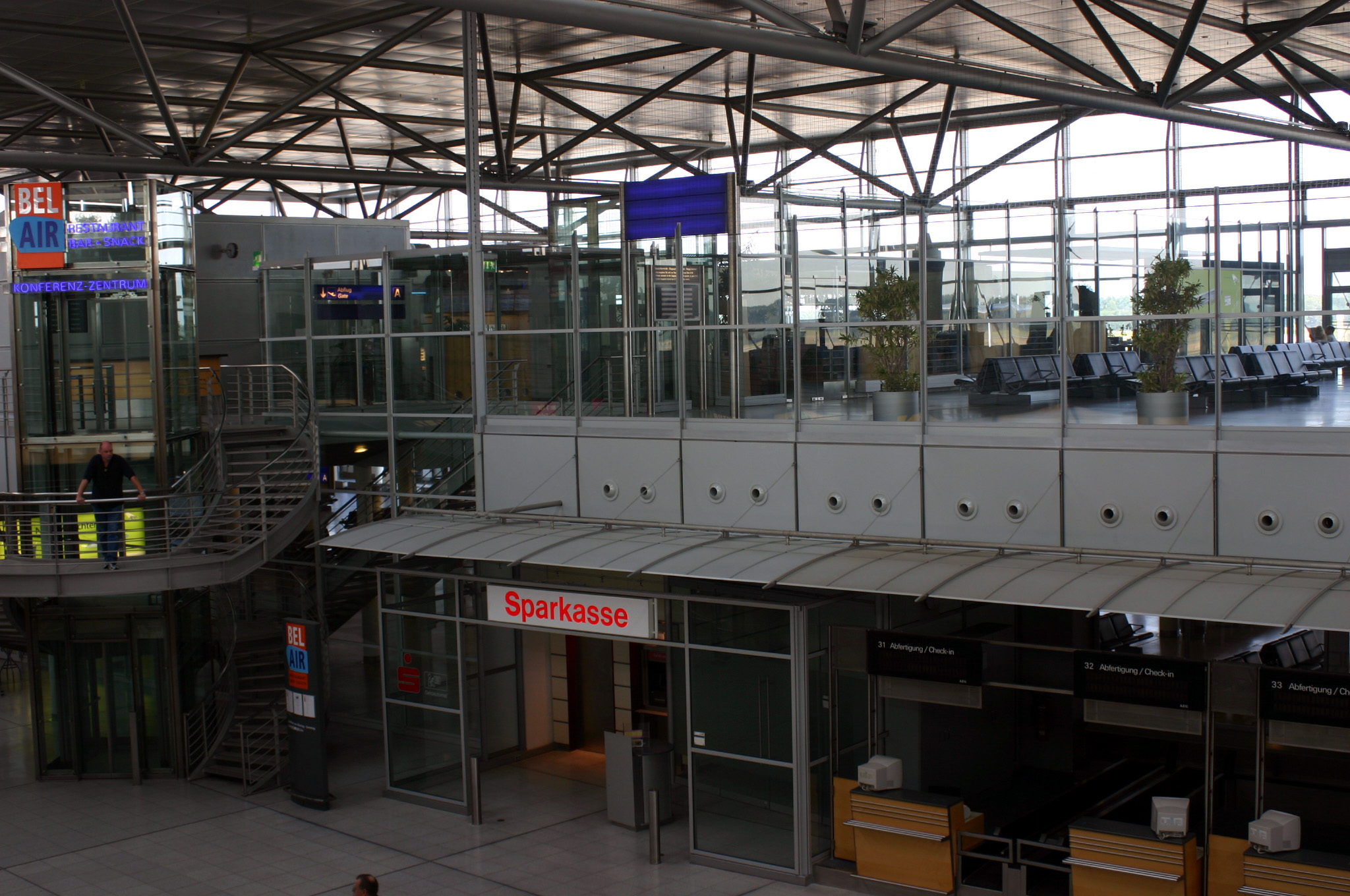
Khu vực chờ ở Terminal I
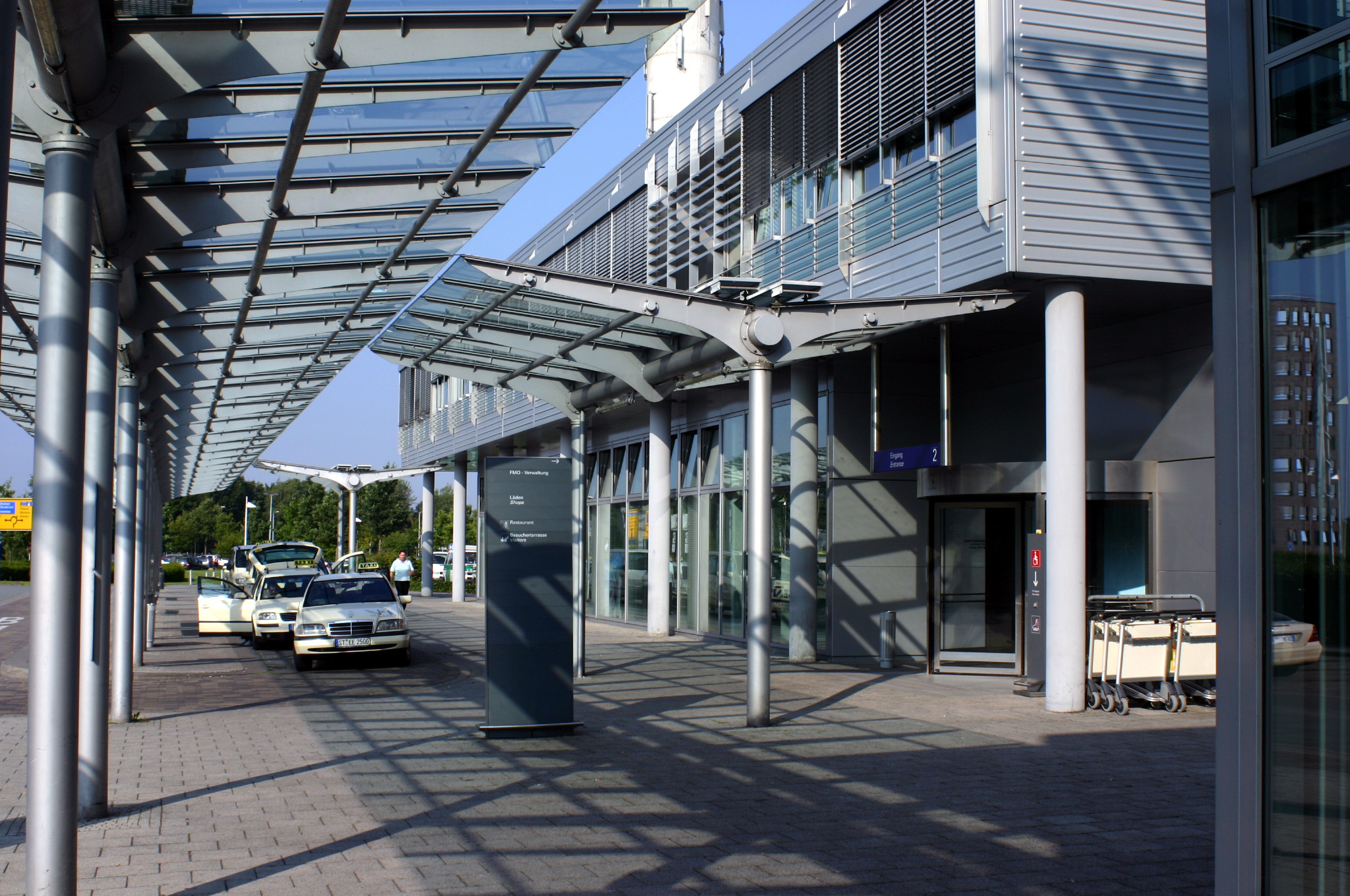
Khu vực chờ taxi
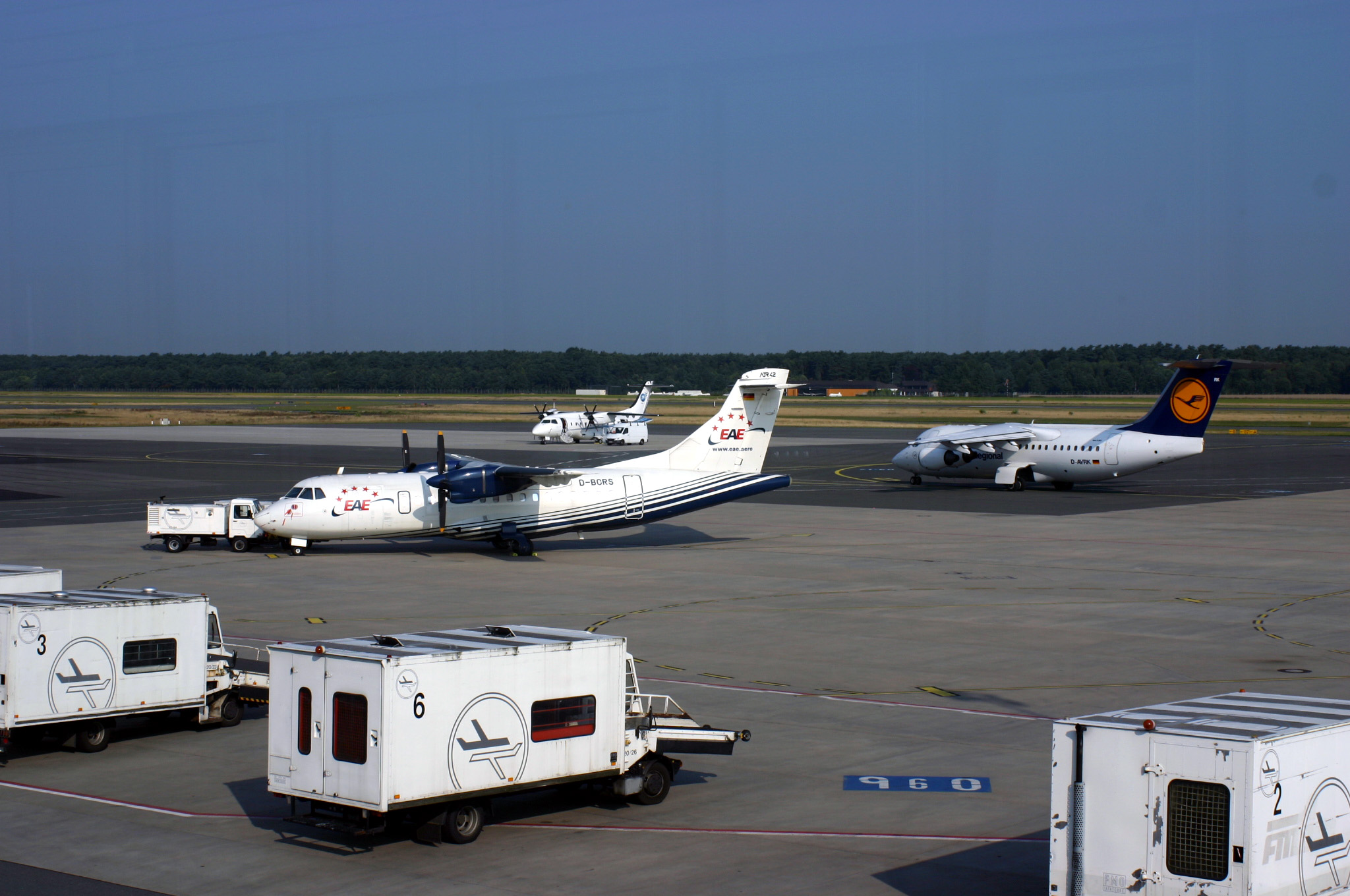
Nhìn từ quầy quan sát